# Chaetostomella rossica
Chaetostomella rossica är en tvåvingeart som beskrevs av Friedrich Georg Hendel 1927. Chaetostomella rossica ingår i släktet Chaetostomella och familjen borrflugor. Inga underarter finns listade i Catalogue of Life.